# 미야자키시

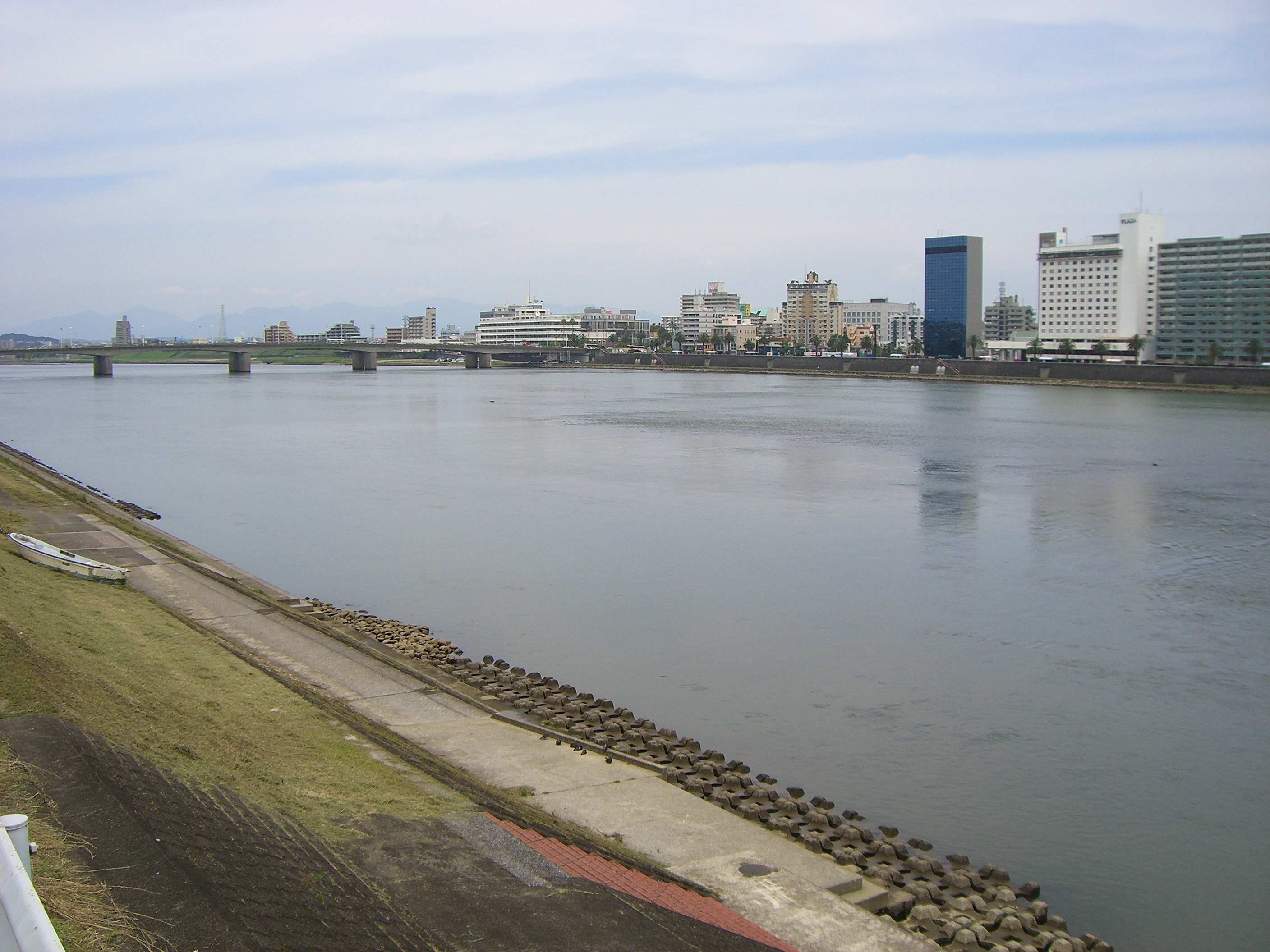
오요도강

미야자키시(일본어: 宮崎市, 문화어: 미야자끼시)는 일본 미야자키현에 있는 시로, 미야자키현의 현청 소재지이다. 중핵시로 지정되었다.

## 역사
무로마치 시대인 1551년에 오요도강 우안의 하구 부근에 마을이 만들어졌다. 이 마을은 아카에항을 가까이 둔 상인 마을로 교토와의 교역으로 하이쿠 등 상인 문화가 발달했으며 에도 시대가 끝날 때까지 번영했다. 이외 지역은 농촌이며 각 번의 월경지와 천령(막부 직할령)이 복잡하게 뒤얽힌 변경이었다.
1871년 폐번치현으로 미미쓰현과 미야코노조현이 탄생했을 때는 오요도강을 현 경계로 하여 현재의 미야자키시 지역은 현 경계 지대에 있었다. 그러나 1873년에 미미쓰현과 미야코노조현 동부가 합병해 현의 중앙부에 현청을 둘 필요성 때문에 미야자키군 가미벳푸촌에 현청이 놓여 미야자키현이 탄생했다. 1876년에 미야자키현은 가고시마현에 병합되어 현청이 지청이 되었고 이듬해인 1877년에 세이난 전쟁이 발발하면서 옛 사족은 빠짐없이 사쓰마 사족의 사이고 다카모리 일파에 참가해 패전하면서 경제도 혼란스러워졌다.
그러나 분현 운동으로 1883년에 미야자키현이 재설치되면서 다시 미야자키현청이 가미벳푸에 놓였고 1889년의 정촌제 시행으로 미야자키정이 탄생해 이후 미야자키시가 되었다. 이렇게 해서 지리적으로 현의 중심부에 위치하고 넓은 미야자키 평야를 배후지로 하는 미야자키시는 현청을 중심으로 발전해 나가게 되었다.
- 1889년 5월 1일 - 정촌제 시행으로 미야자키군 미야자키정이 성립하였다.
- 1924년 4월 1일 - 미야자키정·오요도정·오미야촌이 합병해 미야자키시가 되었다.
- 1932년 4월 20일 - 아오키촌을 편입하였다.
- 1943년 4월 1일 - 아오에정을 편입하였다.
- 1951년 3월 25일 - 우리우노촌·기바나촌·아오시마촌·구라오카촌을 편입하였다.
- 1957년 10월 1일 - 스미요시촌을 편입하였다.
- 1963년 4월 1일 - 이키메촌을 편입하였다.
- 1998년 4월 1일 - 중핵시로 지정되었다.
- 2006년 1월 1일 - 다노정·사도와라정·다카오카정을 편입하였다.
- 2010년 3월 23일 - 기요타케정을 편입하였다.

## 인구
| 연도                           | 인구    | ±%     |
| ------------------------------ | ------- | ------ |
| 1920                           | 112,288 | —      |
| 1925                           | 121,627 | +8.3%  |
| 1930                           | 142,950 | +17.5% |
| 1935                           | 148,177 | +3.7%  |
| 1940                           | 151,106 | +2.0%  |
| 1945                           | 191,775 | +26.9% |
| 1950                           | 205,562 | +7.2%  |
| 1955                           | 218,601 | +6.3%  |
| 1960                           | 224,498 | +2.7%  |
| 1965                           | 236,660 | +5.4%  |
| 1970                           | 255,888 | +8.1%  |
| 1975                           | 291,157 | +13.8% |
| 1980                           | 329,751 | +13.3% |
| 1985                           | 349,465 | +6.0%  |
| 1990                           | 365,080 | +4.5%  |
| 1995                           | 384,391 | +5.3%  |
| 2000                           | 392,178 | +2.0%  |
| 2005                           | 395,593 | +0.9%  |
| 2010                           | 400,352 | +1.2%  |
| 2015                           | 401,138 | +0.2%  |
| 2020                           | 401,339 | +0.1%  |
| Miyazaki population statistics |         |        |

## 지리
미야자키 평원의 남단에 위치하고 중앙에는 오요도강이 흐르고 있다. 남쪽은 와니쓰카 산지(鰐塚山地)의 일부이다. 남쪽을 제외한 대부분의 지역은 주로 충적평야로 구성되어 있다.

### 기후
연평균 기온은 18℃ 전후이고 연 강수량은 대부분 2,000mm를 넘으며 해에 따라서는 3,000mm를 넘기도 하는 등 대단히 많은 편이다. 또 일조 시간도 연 2,000시간으로 떨어지는 일은 거의 없다. 연평균 기온, 연 강수량, 연 일조 시간 모두 일본의 현청 소재지 중에서는 3위이다. 전체적으로 규슈 이외의 거주자가 일반적으로 생각하는 "규슈의 기후"에 가장 잘 들어맞는 기후라고 할 수 있다. 미야자키시의 기상대에서는 서리 관측이 있지만 아오시마섬 이남의 연안부는 무서리 지대이다.
| 미야자키시의 기후                                            | 미야자키시의 기후 | 미야자키시의 기후 | 미야자키시의 기후 | 미야자키시의 기후 | 미야자키시의 기후 | 미야자키시의 기후 | 미야자키시의 기후 | 미야자키시의 기후 | 미야자키시의 기후 | 미야자키시의 기후 | 미야자키시의 기후 | 미야자키시의 기후 | 미야자키시의 기후 |
| 월                                                           | 1월               | 2월               | 3월               | 4월               | 5월               | 6월               | 7월               | 8월               | 9월               | 10월              | 11월              | 12월              | 연간              |
| ------------------------------------------------------------ | ----------------- | ----------------- | ----------------- | ----------------- | ----------------- | ----------------- | ----------------- | ----------------- | ----------------- | ----------------- | ----------------- | ----------------- | ----------------- |
| 역대 최고 기온 °C (°F)                                       | 25.1 (77.2)       | 25.4 (77.7)       | 28.1 (82.6)       | 31.7 (89.1)       | 34.3 (93.7)       | 36.2 (97.2)       | 37.7 (99.9)       | 38.0 (100.4)      | 36.9 (98.4)       | 32.7 (90.9)       | 30.3 (86.5)       | 25.0 (77.0)       | 38.0 (100.4)      |
| 일평균 최고 기온 °C (°F)                                     | 13.0 (55.4)       | 14.1 (57.4)       | 17.0 (62.6)       | 21.1 (70.0)       | 24.6 (76.3)       | 26.7 (80.1)       | 31.3 (88.3)       | 31.6 (88.9)       | 28.5 (83.3)       | 24.7 (76.5)       | 19.8 (67.6)       | 15.0 (59.0)       | 22.3 (72.1)       |
| 일일 평균 기온 °C (°F)                                       | 7.8 (46.0)        | 8.9 (48.0)        | 12.1 (53.8)       | 16.4 (61.5)       | 20.3 (68.5)       | 23.2 (73.8)       | 27.3 (81.1)       | 27.6 (81.7)       | 24.7 (76.5)       | 20.0 (68.0)       | 14.7 (58.5)       | 9.7 (49.5)        | 17.7 (63.9)       |
| 일평균 최저 기온 °C (°F)                                     | 3.0 (37.4)        | 4.0 (39.2)        | 7.4 (45.3)        | 11.7 (53.1)       | 16.3 (61.3)       | 20.1 (68.2)       | 24.1 (75.4)       | 24.5 (76.1)       | 21.4 (70.5)       | 15.8 (60.4)       | 10.1 (50.2)       | 5.0 (41.0)        | 13.6 (56.5)       |
| 역대 최저 기온 °C (°F)                                       | −7.5 (18.5)       | −6.6 (20.1)       | −4.1 (24.6)       | −1.5 (29.3)       | 3.1 (37.6)        | 9.2 (48.6)        | 16.0 (60.8)       | 16.4 (61.5)       | 9.7 (49.5)        | 2.6 (36.7)        | −2.7 (27.1)       | −7.2 (19.0)       | −7.5 (18.5)       |
| 평균 강수량 mm (인치)                                        | 72.7 (2.86)       | 95.8 (3.77)       | 155.7 (6.13)      | 194.5 (7.66)      | 227.6 (8.96)      | 516.3 (20.33)     | 339.3 (13.36)     | 275.5 (10.85)     | 370.9 (14.60)     | 196.7 (7.74)      | 105.7 (4.16)      | 74.9 (2.95)       | 2,625.5 (103.37)  |
| 평균 강설량 cm (인치)                                        | 0 (0)             | 0 (0)             | 0 (0)             | 0 (0)             | 0 (0)             | 0 (0)             | 0 (0)             | 0 (0)             | 0 (0)             | 0 (0)             | 0 (0)             | 0 (0)             | 0 (0)             |
| 평균 강수일수 (≥ 0.5 mm)                                     | 6.6               | 8.1               | 11.5              | 11.2              | 11.4              | 17.2              | 12.8              | 13.1              | 13.6              | 9.2               | 8.1               | 6.1               | 128.9             |
| 평균 강설일수                                                | 1.3               | 1.1               | 0.1               | 0.0               | 0.0               | 0.0               | 0.0               | 0.0               | 0.0               | 0.0               | 0.0               | 1.0               | 3.6               |
| 평균 상대 습도 (%)                                           | 66                | 67                | 68                | 70                | 74                | 82                | 78                | 80                | 80                | 76                | 74                | 69                | 74                |
| 평균 월간 일조시간                                           | 192.6             | 170.8             | 185.6             | 186.0             | 179.7             | 119.4             | 198.0             | 208.6             | 156.5             | 173.6             | 167.0             | 183.9             | 2,121.7           |
| 출처: 일본 기상청 (평년값: 1991년~2020년, 극값: 1886년~현재) |                   |                   |                   |                   |                   |                   |                   |                   |                   |                   |                   |                   |                   |

### 인접하는 자치체
- 미야코노조시
- 니치난시
- 고바야시시
- 사이토시
- 히가시모로카타군 구니토미정·아야정
- 기타모로카타군 미마타정
- 고유군 신토미정

## 경제
농업은 아카에, 기바나, 스미요시, 우리우노 지구를 중심으로 토마토·피망·오이 등 촉성 재배가 활발하고 망고도 명물 중 하나이다. 아오시마 지구는 어업이 중심이다.
제조업은 미야자키 동쪽 지역은 미야자키 SUN 테크노폴리스 권역으로 지정되어 있지만 중심은 옛 기요타케정·구니토미정·사도와라정으로 인쇄업을 제외하고는 미야자키시에서 대규모 공업은 행해지지 않는다. 산업 구성은 2차 산업이 차지하는 비율이 아주 적은 것이 특징이다. 미야자키시와 주변 지역의 소매업과 함께 대도시와의 교통편이 나쁜 것 때문에 도매업도 발달해 있다. 또 관광 도시이기 때문에 서비스업도 큰 비중을 차지한다. 최근에는 정보 산업을 적극적으로 유치하고 있다.

## 교육

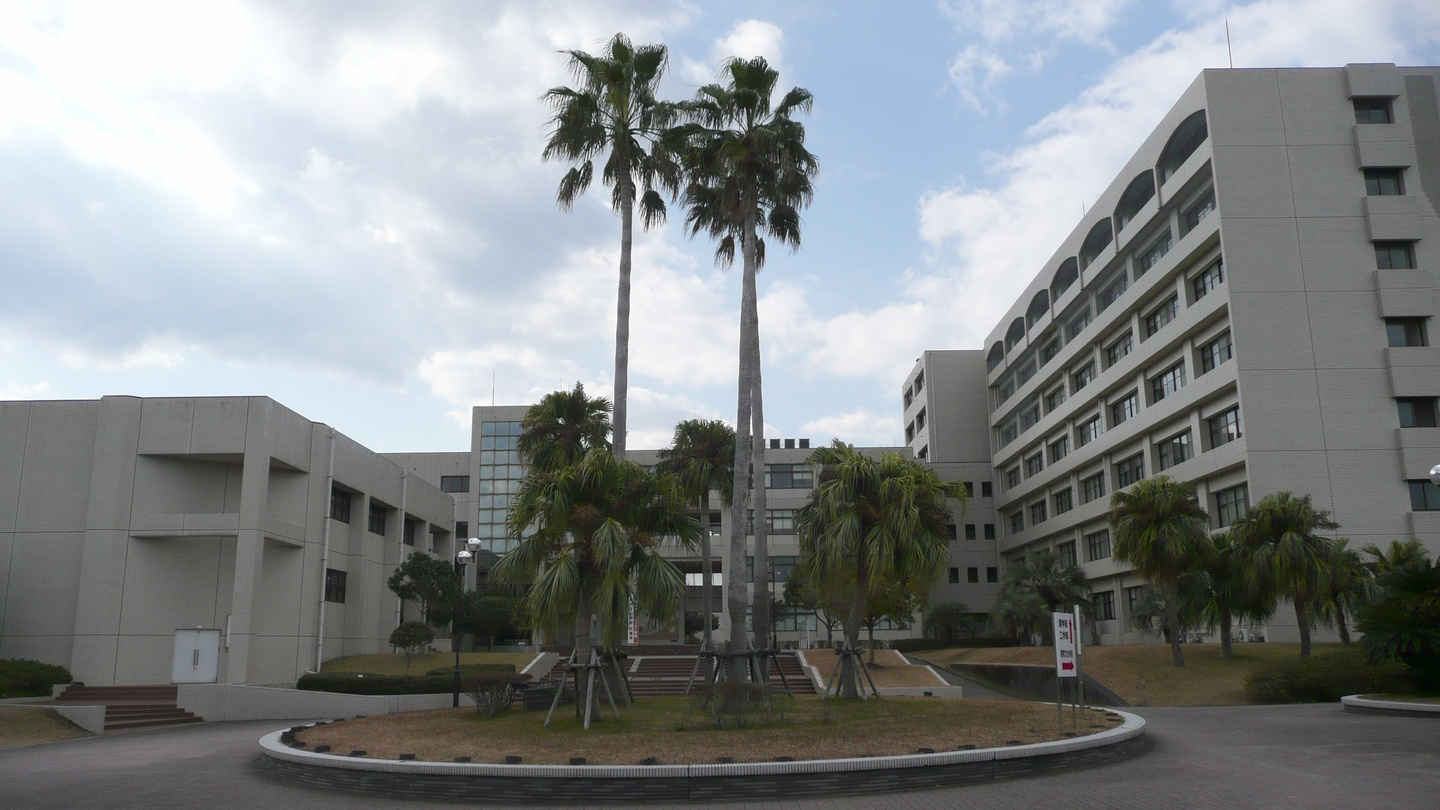
미야자키 대학

- 미야자키 대학
- 미야자키 국제대학교

## 스포츠
- 농구 - 미야자키 샤이닝선스

## 교통

### 공항
- 미야자키 공항

### 철도
- 규슈 여객철도
  - 닛포 본선
  - 미야자키 공항선
  - 니치난선

### 도로
- 미야자키 자동차도
- 히가시큐슈 자동차도
- 국도 제10호선
- 국도 제219호선
- 국도 제220호선
- 국도 제268호선
- 국도 제269호선
- 국도 제448호선(국도 220호선과 중복)

## 자매 결연 도시
- 일본 나라현 가시하라시(1966년 2월 11일)
- 미국 버지니아주 버지니아비치(1992년 5월 25일)
- 중국 랴오닝성 후루다오시(2004년 5월 16일)
- 대한민국 충청북도 보은군